# (139) Juewa
(139) Juewa ist ein Asteroid des mittleren Hauptgürtels, der am 10. Oktober 1874 vom US-amerikanischen Astronomen James Craig Watson in Peking entdeckt wurde.
Dieser Asteroid wurde bei den Vorbereitungen zur Beobachtung des Venustransits vom 9. Dezember 1874 gefunden. Der Entdecker, der dazu nach China gereist war, erklärte (Observation of the Transit of Venus. Teil II, 1881, S. 108.): „In der Nacht des 10. Oktober stieß ich bei der Beobachtung des Sternbilds Fische mit dem 5-Zoll-Äquatorialobjektiv auf einen Stern der 11. Größenordnung in einer Himmelsregion, mit der ich sehr vertraut war und in der ich bis dahin keinen solchen Stern gesehen hatte. Nachfolgende Beobachtungen in derselben Nacht mit einem eigens zu diesem Zweck improvisierten Mikrometer zeigten, dass der Stern langsam rückläufig war und dass er ein neues Mitglied der Planetengruppe zwischen Mars und Jupiter war. Die Entdeckung wurde Astronomen in anderen Ländern ordnungsgemäß bekannt gegeben und wurde auch in Peking schnell bekannt. Einige hochrangige Mandarine kamen zu unserer Station, um den Fremden mit eigenen Augen zu sehen, und als sie in zwei aufeinanderfolgenden Nächten die Veränderung der Konfiguration mit benachbarten Sternen beobachteten, ließen sie ihrem Erstaunen und ihrer Freude freien Lauf. Da dies der erste in China entdeckte Planet war, bat ich Prinz Kung, den Regenten des Kaiserreichs, ihm einen passenden Namen zu geben. Zu gegebener Zeit brachte mir ein hochrangiger Mandarin das Dokument mit dem Namen, unter dem der Planet bekannt sein sollte, verbunden mit der – mündlich übermittelten – Bitte, dass ich den Namen in China nicht veröffentlichen würde, bis das astronomische Gremium dem Kaiser einen Bericht über die Entdeckung und den Namen übermittelt hätte, der dem Planeten gegeben worden war. Dieser Bitte wurde natürlich umgehend entsprochen; und später erfuhr ich auf Nachfrage, dass einige der Minister in Ungnade gefallen wären, wenn der Kaiser das Wissen auf andere Weise als durch das astronomische Gremium erhalten hätte, das speziell zu seiner Beratung in himmlischen Angelegenheiten eingerichtet worden war.“ Der ihm am 26. November überbrachte Name war 瑞華星. In Pinyin-Übertragung würde dies Ruì-huá-xīng lauten, aber nach der damaligen Konvention Jue-wa-sing, und es bedeutet „Chinas Glücksstern“.

## Wissenschaftliche Auswertung
Mit Daten radiometrischer Beobachtungen im Infraroten am Cerro Tololo Inter-American Observatory in Chile von 1975 wurden für (139) Juewa erstmals Werte für den Durchmesser und die Albedo von 172 km und 0,02 bestimmt. Radarastronomische Messungen vom 26. Februar bis 4. März 1984 am Arecibo-Observatorium bei 2,38 GHz führten zur Bestimmung eines effektiven Durchmessers von 164 ± 22 km. Aus Ergebnissen der IRAS Minor Planet Survey (IMPS) wurden 1992 Angaben zu Durchmesser und Albedo für zahlreiche Asteroiden abgeleitet, darunter auch (139) Juewa, für die damals Werte von 156,6 km bzw. 0,06 erhalten wurden. Mit dem Satelliten Midcourse Space Experiment (MSX) wurden dann 1996 bis 1997 im Rahmen der Infrared Minor Planet Survey (MIMPS) neue Daten erhalten, aus denen für den Asteroiden Werte von 148,5 km bzw. 0,06 bestimmt wurden. Eine Auswertung von Beobachtungen durch das Projekt NEOWISE im nahen Infrarot führte 2011 zu vorläufigen Werten für den Durchmesser und die Albedo im sichtbaren Bereich von 164,0 km bzw. 0,04. Ein Vergleich von Daten, die von 1978 bis 2011 an der Sternwarte Ondřejov in Tschechien und am Table Mountain Observatory in Kalifornien gesammelt wurden, mit den Daten von NEOWISE führte 2012 ebenfalls zu Werten für den Durchmesser und die Albedo von 164,0 km bzw. 0,04. Nachdem die Werte nach neuen Messungen mit NEOWISE 2012 auf 168,0 km bzw. 0,04 korrigiert worden waren, wurden sie 2014 auf 151,1 km bzw. 0,05 geändert. Nach der Reaktivierung von NEOWISE im Jahr 2013 und Registrierung neuer Daten wurden die Werte 2015 zunächst mit 172,1 km bzw. 0,04 angegeben (mit hohen Unsicherheiten) und dann 2016 korrigiert zu 182,1 km bzw. 0,04.
Photometrische Beobachtungen von (139) Juewa erfolgten erstmals vom 27. bis 31. März 1976 am Mauna-Kea-Observatorium auf Hawaiʻi. Aus der gemessenen Lichtkurve wurde eine Rotationsperiode von 20,9 h abgeleitet, was damals den längsten bekannten Wert für einen Asteroiden darstellte. Bei einer Messung vom 30. April bis 4. Mai 1979 am La-Silla-Observatorium in Chile konnte nur eine unvollständige Lichtkurve aufgezeichnet werden. Es wurde aber daraus auf eine Rotationsperiode von >30 h geschlossen. In Bezug auf die Beobachtung aus 1976 wurde daher auch die doppelte der damals angenommenen Periode, also 41,8 h, ins Spiel gebracht und weitere Beobachtungen als notwendig erachtet. Neue Messungen vom 20. bis 23. Februar 1983 am Planetary Science Institute in Tucson, Arizona konnten zwar auf eine Rotationsperiode von 20,9 h angepasst werden, aber die doppelte Periode konnte auch nicht ausgeschlossen werden, obwohl dies als unwahrscheinlich angesehen wurde. Bereits kurz zuvor war am 8. Januar 1983 am Table Mountain Observatory in Kalifornien eine photometrische Beobachtung des Asteroiden nur während einer Nacht erfolgt. Aber die Messergebnisse konnten mit denen des Planetary Science Institute kombiniert werden und führten gemeinsam zur Bestimmung einer Rotationsperiode von 20,991 h. Es bestand zwar auch noch die Möglichkeit einer davon um 0,4 h abweichenden Lösung, aber diese konnte durch einen Vergleich mit den Lichtkurven aus 1976 ausgeschlossen werden. Ebenso wurde eine doppelt so lange Periode als unwahrscheinlich bewertet.
Aus einer Auswertung der Lichtkurven konnten einer Untersuchung von 1993 erstmals eine Lösung für die Lage der Rotationsachse mit prograder Rotation und die Achsenverhältnisse eines dreiachsig-ellipsoidischen Gestaltmodells bestimmt werden. Für die Rotationsperiode wollte man sich aber nicht festlegen. Obwohl ein Wert von 20,912 h als sehr wahrscheinlich angesehen wurde, räumte man ein, dass sowohl dieser Wert als auch die Rotationsrichtung völlig falsch sein könnten. Aus archivierten Daten des Asteroid Terrestrial-impact Last Alert System (ATLAS) aus dem Zeitraum 2015 bis 2018 wurden dann in einer Untersuchung von 2020 mit der Methode der konvexen Inversion ein Gestaltmodell und eine Lage der Rotationsachse fast in der Ebene der Ekliptik sowie eine Rotationsperiode von 20,9849 h bestimmt.
Zwischen 2012 und 2018 wurden mit der All-Sky Automated Survey for Supernovae (ASAS-SN) auch photometrische Daten von 20.000 Asteroiden aufgezeichnet. Auf mehr als 5000 davon konnte erfolgreich die Methode der konvexen Inversion angewendet werden, darunter auch (139) Juewa, für die in einer Untersuchung von 2021 erstmals ein dreidimensionales Gestaltmodell für zwei alternative Rotationsachsen mit retrograder Rotation und einer Periode von 20,9846 h berechnet wurde. Aus den Daten von ATLAS konnte in einer Untersuchung von 2022 mit der Methode der konvexen Inversion eine Rotationsperiode von 20,9853 h berechnet werden.
Abschätzungen von Masse und Dichte für den Asteroiden (139) Juewa aufgrund von gravitativen Beeinflussungen auf Testkörper hatten bereits in einer Untersuchung von 2012 zu einer Masse von etwa 5,54·1018 kg geführt, was mit einem angenommenen Durchmesser von etwa 161 km eine Dichte von 2,51 g/cm³ ergab bei einer Porosität von 9 %. Diese Werte besitzen eine Unsicherheit im Bereich von ±41 %.